# Austern
Die Austern (Ostreidae) sind eine Familie der Muscheln (Bivalvia). Der wissenschaftliche Name Ostreidae ist abgeleitet vom Namen der Gattung Ostrea (Plural zu griechisch ὄστρεον ostreon „Muschel“, „Auster“). Man findet Austern rund um die Welt an den Felsen flacher Tidengewässer, es gibt aber auch die Austernzucht.
Austern existieren seit 250 Millionen Jahren, die Zahl der bekannten fossilen Arten ist größer als die Zahl der rezenten Arten. Austern haben eine wichtige ökologische Funktion in Küstengewässern. Eine Auster filtriert pro Tag rund 240 Liter Wasser durch ihren Körper, um Nährstoffe auszufiltern. Austern dienen darüber hinaus vielen Meeresbewohnern als Beutetiere, wogegen sie sich durch eine außerordentlich massive Schale zu schützen versuchen.
Für den Menschen sind Austern als Lebensmittel von Interesse, wobei allerdings nur einige wenige Austernarten als gut genießbar gelten. Diese „kulinarischen Austern“, deren Gewicht meist zwischen 50 und 150 g liegt, werden im Folgenden vorrangig behandelt. Die ersten Exemplare wurden von Menschen am Roten Meer bereits vor 125.000 Jahren verspeist. Andere Austernarten – Perlaustern genannt – besitzen die Fähigkeit, Perlen zu produzieren. Perlaustern sind vor allem im Fernen Osten anzutreffen. Auch die Schalen der Austern sind verwertbar.

## Systematik

### Äußere Systematik
Austern gehören dem Stamm der Weichtiere (Mollusca) an, genauer dem Unterstamm Schalenweichtiere (Conchifera), und hier natürlich der Klasse Muscheln (Bivalvia). Sie bilden mit mehreren anderen Überfamilien die Ordnung der Ostreida.

### Innere Systematik
Gattungen (Auswahl)

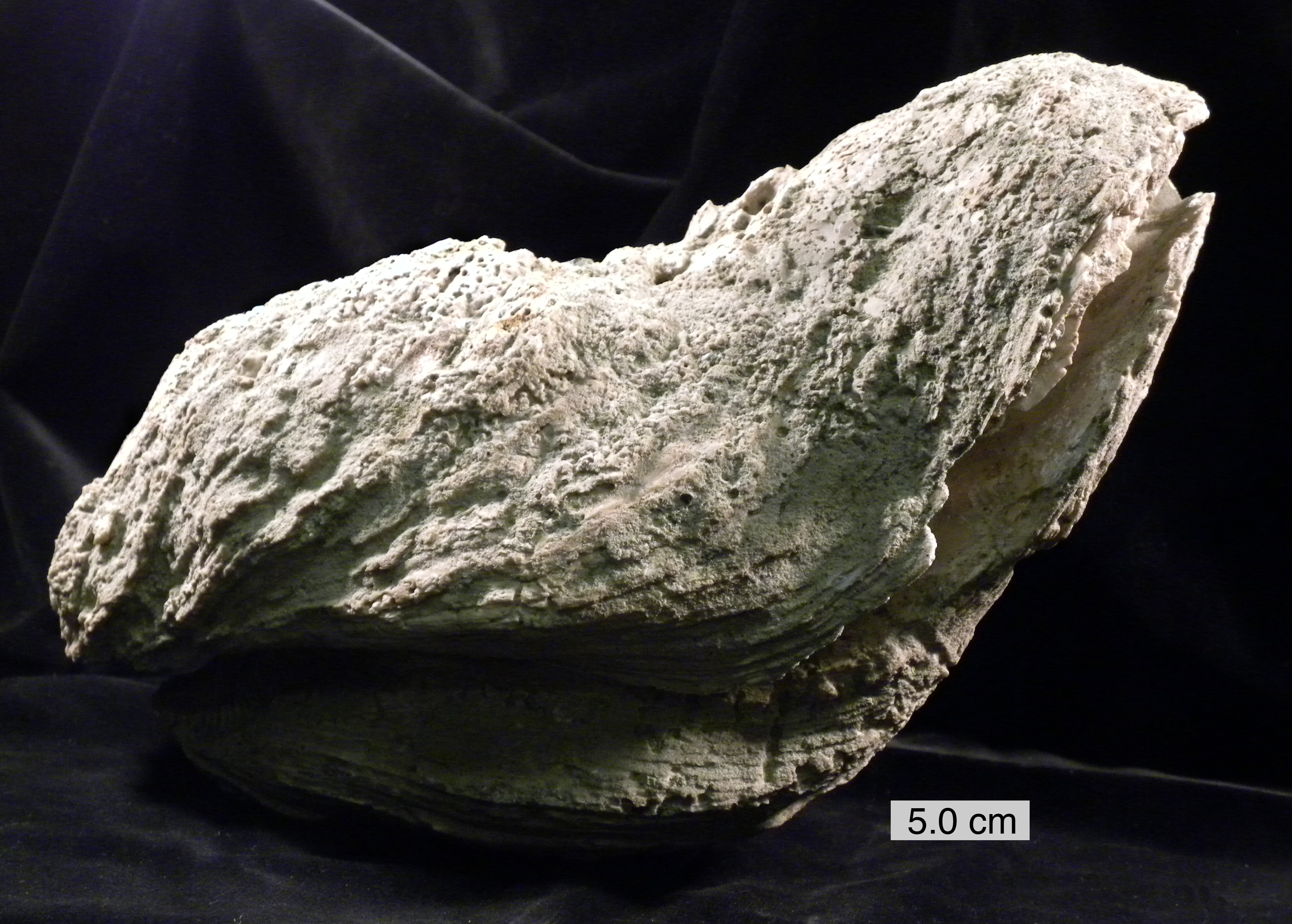
Crassostrea gigantissima (Finch, 1824), eine ausgestorbene Art, hier ein Exemplar aus dem Eozän

Die wichtigsten Gattungen der Familie der Austern (Ostreidae) sind:
- Crassostrea
- Cryptostrea
- Dendostrea
- Lopha
- Magallana
- Ostrea – die artenreichste Gattung mit ca. 120 bekannten fossilen und rezenten Arten
- Ostreola
- Saccostrea
- Teskeyostrea

Arten (Auswahl)

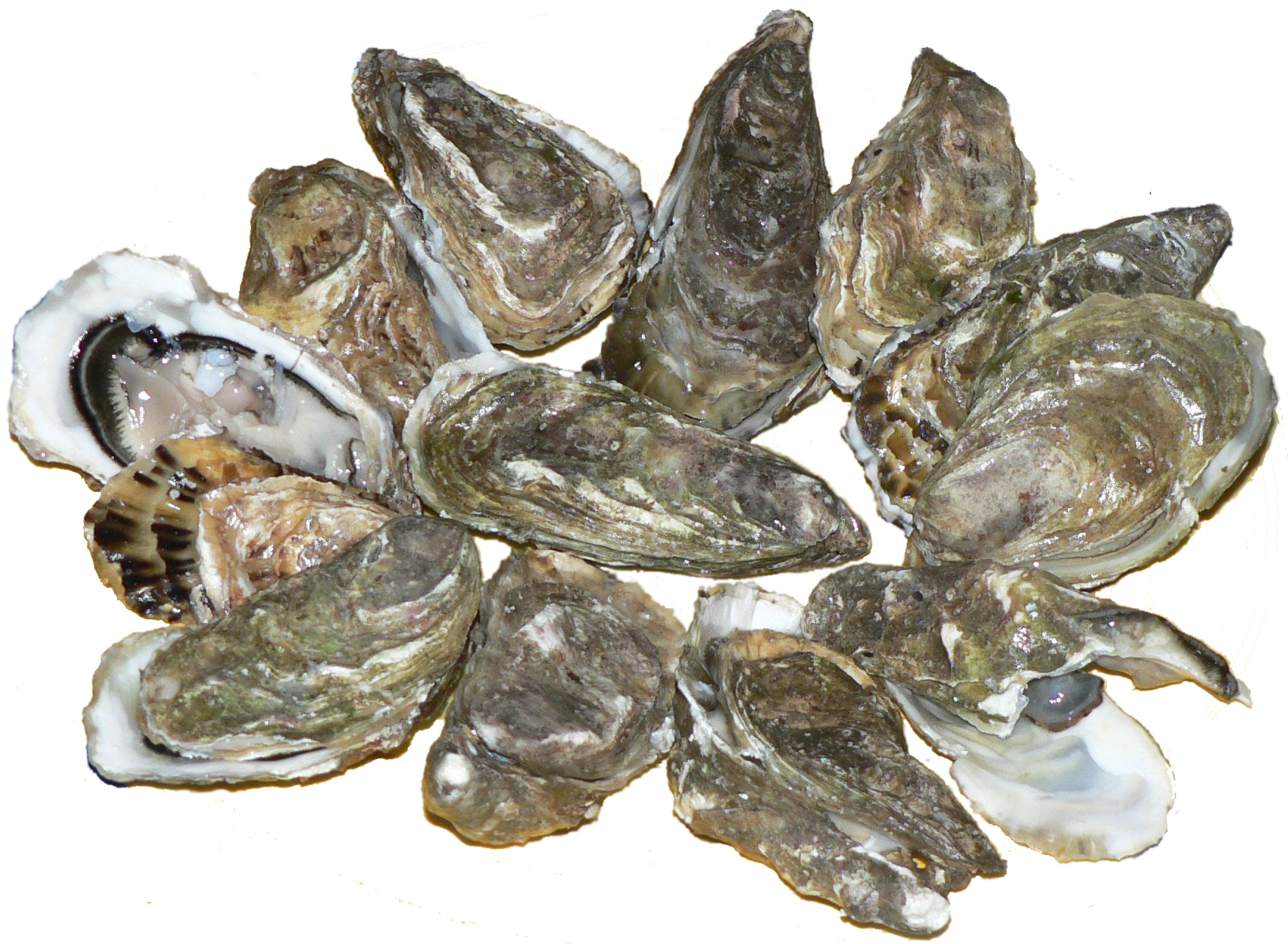
Pazifische Austern

Eine Auswahl der wichtigsten Arten und deren Weltmarktanteil 2003:
| Name                  | Wissenschaftlich         | Anteil  |
| --------------------- | ------------------------ | ------- |
| Pazifische Auster     | Crassostrea gigas        | 93,7 %  |
| Amerikanische Auster  | Crassostrea virginica    | 5,1 %   |
| Hausschuhauster       | Crassostrea iredalei     | 0,3 %   |
| Europäische Auster    | Ostrea edulis            | 0,2 %   |
| Sydney-Felsenauster   | Saccostrea glomerata     | 0,1 %   |
| Mangroven-Auster      | Crassostrea rhizophorae  | 0,1 %   |
| Neuseeland-Auster     | Ostrea lutaria           | < 0,1 % |
| Chilenische Auster    | Ostrea chilensis         | < 0,1 % |
| Gasar-Auster          | Crassostrea gasar        | < 0,1 % |
| Olympia-Auster        | Ostrea conchaphila       | < 0,1 % |
| Cortez-Auster         | Crassostrea corteziensis | < 0,1 % |
| Deckel-Auster         | Saccostrea cuccullata    | < 0,1 % |
| Indische Auster       | Crassostrea madrasensis  | < 0,1 % |
| Portugiesische Auster | Crassostrea angulata     | < 0,1 % |

Die Portugiesische Auster (Crassostrea angulata) ist ein Problemfall. Es wird gelegentlich vermutet, dass sie keine eigene Art ist, sondern eine Abart der Pazifischen Auster (Crassostrea gigas). Neuere Untersuchungen deuten aber darauf hin, dass es sich doch um zwei unterschiedliche Arten handelt.

## Anatomie

### Schale

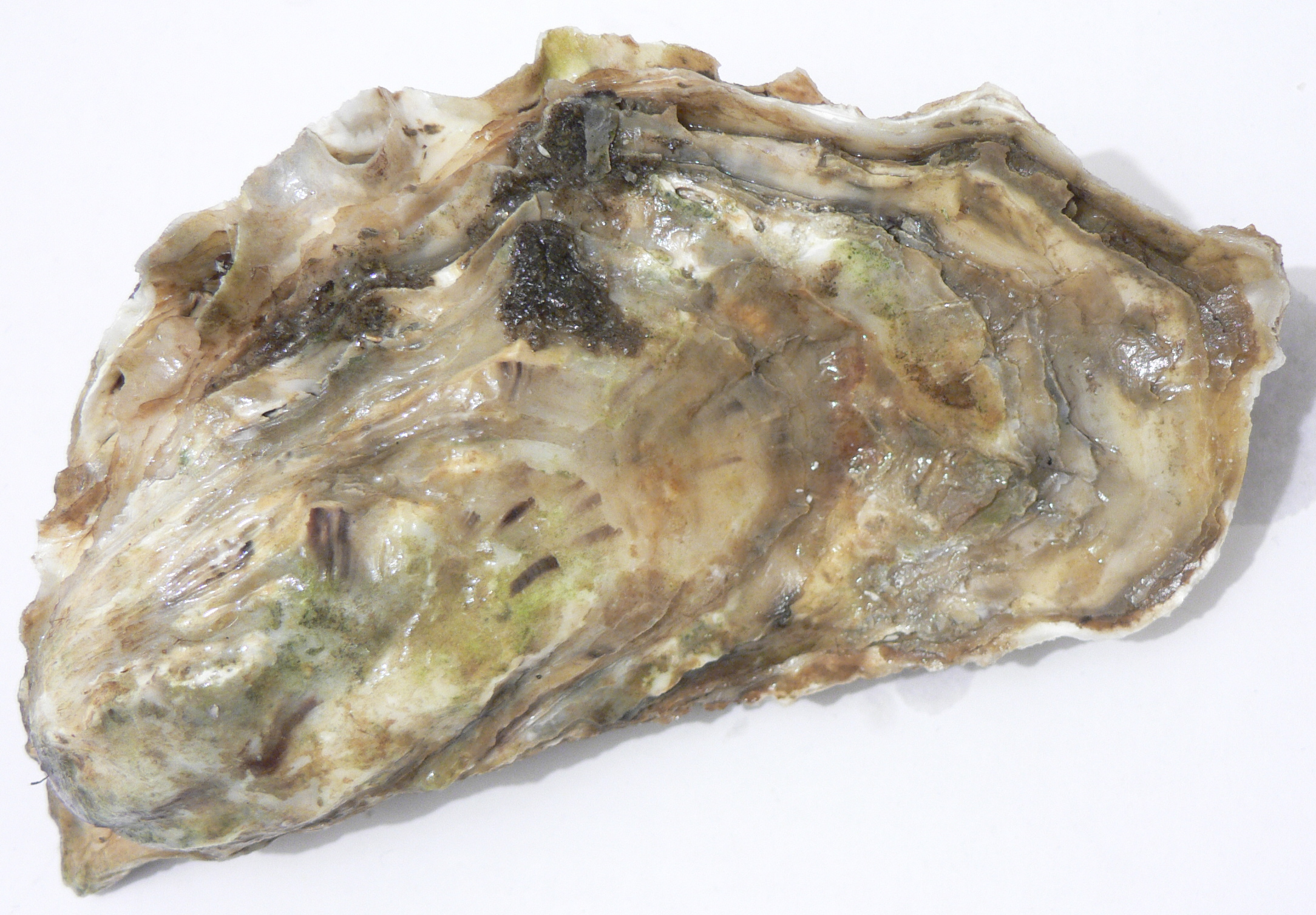
Pazifische Auster aus Marennes-Oléron

Die Auster schützt sich gegen ihre zahlreichen Feinde durch eine außergewöhnlich dicke, harte und scharfkantige Schale. Bei der Auster sind die beiden Schalenklappen nicht gleich. Die untere = linke Schalenklappe ist deutlich gewölbt, in ihr liegt der Weichkörper. Diese Schale wächst im Jungstadium der Auster am Untergrund an. Sie bleibt dann zeitlebens unbeweglich. Die obere, rechte Schalenhälfte ist eher flach. Sie dient als Deckel und lässt sich öffnen und schließen. In geschlossenem Zustand ist die Schale praktisch völlig wasserdicht. Dadurch kann die Auster bis zu zwei Wochen außerhalb des Wassers überleben, ohne auszutrocknen.
Die Schalen bestehen überwiegend aus Calciumcarbonat. Reiner Kalk hat allerdings nicht die zur Abwehr von Feinden notwendige Bruchfestigkeit. Die Auster baut daher die Schale aus zwei Substanzen auf: Den Calciumcarbonat-Kristallen und einer Substanz namens Conchin (auch: Conchiolin). Diese organische Mischung aus Proteinen hat die Aufgabe, die Kalkkristalle zu verkleben. Auf diese Weise entsteht eine sehr bruch- und stoßfeste Schale.
Die Schale ist dreischichtig aufgebaut. Die äußerste, der Umwelt ausgesetzte Schicht (Periostracum) hat eine besonders hohe Festigkeit. Je nach der genauen chemischen Zusammensetzung hat sie unterschiedliche Farbe (grau, bräunlich oder grünlich). Innerhalb dieser Schale folgt eine dünne, kreideartige Schicht (Ostracum) aus winzigen Calcit-Kristallen. Die innerste Schicht ist schließlich die Perlmutt-Schicht (Hypostracum), die aus Aragonit besteht. Sie ist elastischer als die äußeren Schichten und verhindert die Ausbreitung von Rissen in der Schale.
Die beiden Schalenhälften sind durch ein Scharnier (Schlossband bzw. Ligament) verbunden. Bei länglichen Austern befindet es sich an der spitz zulaufenden Seite der Schale. Das Scharnier ist so gebaut, dass die Schale im kraftfreien Zustand geöffnet ist; das Schließen erfordert von der Muschel eine Kraftanstrengung. Innerhalb des Scharniers findet sich eine gummiartige Schicht (Resilium), die beim Schließen der Schale zusammengequetscht wird. Entspannt die Muschel den Schließmuskel, so drückt das Resilium die beiden Schalenhälften wieder auseinander.

### Weichkörper

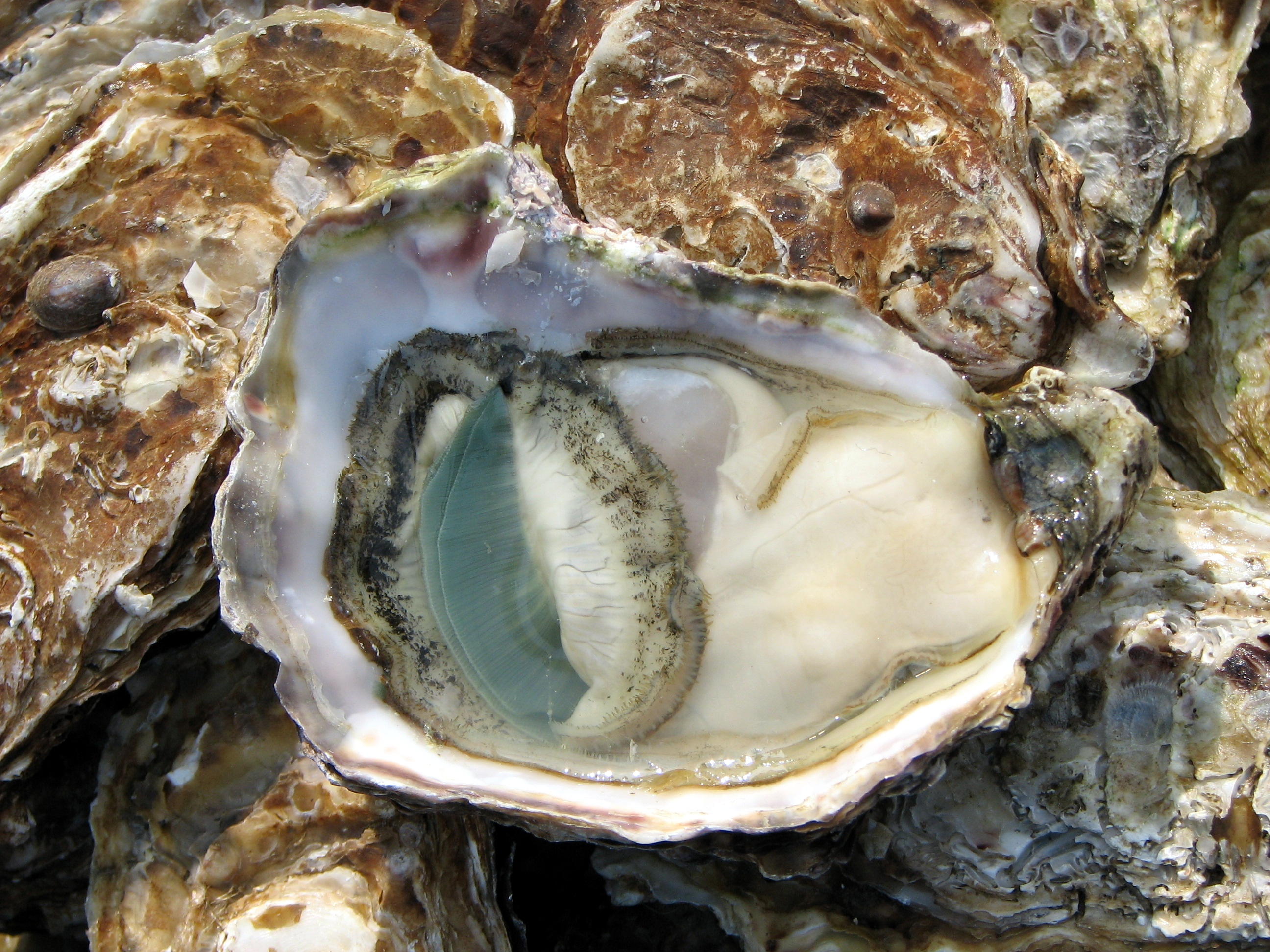
Pazifische Auster, geöffnet

Der Weichkörper ist zur Gänze in einen dünnen „Mantel“ eingebettet, der nur Öffnungen für Wasseraufnahme und Verdauung hat. Bei geöffneter Auster ist der Mantel als der äußerste, randnahe Lappen zu sehen; er wird gelegentlich auch „Bart“ genannt. Der Lappen des Mantels reguliert den Zufluss von Wasser zu den Kiemen. Darüber hinaus dient er als Sensor: Bei Berührung löst er das sofortige Schließen der Schale aus.
Der Mantel sorgt außerdem für den Aufbau der Schale. Im Mantel befinden sich spezielle Zellen, Epithelzellen genannt, die in der Lage sind, Calciumcarbonat und Conchin auszuscheiden. Je nach dem Mischungsverhältnis dieser beiden Stoffe kann der Mantel die verschiedenen Schichten der Schale produzieren. Die Epithelzellen am Rand der Mantel-Lappen bauen die beiden äußeren Schichten (Periostracum und Ostracum) der Schale auf. Die inneren Bereiche des Mantels kümmern sich um das Wachstum der Perlmutt-Schicht (Hypostracum). Jene Teile des Mantels, die in der Nähe des Scharniers liegen, versorgen das Ligament mit einer speziellen Conchin-Mischung und halten es stets funktionsfähig.
Die Fähigkeit zur Bildung einer Perlmutt-Schicht benutzt der Mantel auch zur Bekämpfung von Eindringlingen. Gelangen organische oder anorganische Substanzen in die Auster, so werden sie von den Epithelzellen sofort mit einer Perlmutt-Schicht überzogen und dadurch unschädlich gemacht. Nur bei sehr speziellen Austernarten entsteht dabei eine große, kugelrunde Perle. Bei den kulinarischen Austern ist diese Perlenbildung extrem selten. Falls sich doch eine Perle bildet, so ist sie kaum jemals größer als ein bis zwei Millimeter, sie ist unansehnlich und wertlos. Derartig kleine Perlen werden in der Regel beim „Schlürfen“ nicht wahrgenommen. Es ist so gut wie ausgeschlossen, beim Öffnen einer kulinarischen Auster eine wertvolle Perle zu entdecken.

### Organe
Das flächenmäßig größte Organ der Auster sind die Kiemen. Sie haben eine Doppelfunktion: Erstens dienen sie der Atmung, indem sie Sauerstoff aus dem Wasser aufnehmen und in den Blutkreislauf überführen. Zweitens dienen die Kiemen der Nahrungsaufnahme. Sie sind mit unzähligen kleinen Härchen (Cilia) besetzt, die sich schnell bewegen und den Kiemen Plankton – vorwiegend mikroskopische Algen – zuführen. Der Wasserdurchsatz ist außerordentlich hoch: die Auster führt pro Tag bis zu 240 Liter Wasser durch ihren Körper. In den Kiemen befinden sich Schleimdrüsen, die die winzigen Nahrungspartikel zusammenkleben. Diese kleinen Schleimpakete werden dann durch zwei Muskelpaare weiter in Richtung Mund  transportiert.
Der Mund der Auster verfügt über eine Vorkammer, in der unverdauliche Substanzen ausgeschieden werden. Der Mund reguliert auch die Nahrungsmenge, die der weiteren Verdauung zugeführt wird.
Schließlich gelangt die Nahrung in den Magen, wo sie von einem beweglichen, scharfkantigen „Kristall“ umgerührt wird. Dann sorgen Enzyme für das Umsetzen der Nahrung in körpereigene Stoffe. Unverdauliches wird in den relativ langen, gewundenen Darm befördert und von dort über Enddarm und After ausgestoßen.
Unmittelbar neben dem Schließmuskel (in Richtung Scharnier) liegt das Herz der Auster. Es verfügt über zwei Kammern (Vorhof und Herzkammer) und pumpt das milchige Blut der Auster durch den Körper.
Neben dem Herzen liegt das Geschlechtsorgan, die Gonaden. Die Auster ist hermaphroditisch, das Geschlechtsorgan kann also abwechselnd Sperma oder Eier produzieren. (Näheres siehe unter „Fortpflanzung“.)
Der mächtigste Körperteil der Auster ist der Schließmuskel, er kann bis zu 40 Prozent der Körpermasse ausmachen. Der Schließmuskel durchdringt den Weichkörper vertikal und ist sowohl an der oberen als auch an der unteren Schalenhälfte verankert. Er ist außerordentlich kräftig – es ist nicht möglich, eine gesunde Auster ohne Zuhilfenahme eines Werkzeugs zu öffnen. Der Muskel besteht aus zwei Arten von Gewebe. Einige Muskelstränge sind in der Lage, die Schale bei Gefahr blitzschnell zu schließen. Die anderen Stränge sind auf Ausdauer ausgelegt, sie können die Schale tage- und wochenlang geschlossen halten. Der Schließmuskel kann die Schale nur schließen, nicht aber öffnen – dies bewerkstelligt das Scharnier (Ligament).
Im Gegensatz zu anderen Muscheln verfügt die erwachsene Auster über keinen Fuß, sie ist zu keiner Art von Fortbewegung fähig. Austern haben mit Ausnahme simpler Drucksensoren keine Sinnesorgane, sie haben kein Gehirn und nur rudimentäre Ansätze eines Nervensystems. Sie nehmen also ihre Umwelt nicht bewusst wahr.

## Fortpflanzung

### Hermaphroditismus
Austern sind zweigeschlechtlich (Hermaphroditismus), wobei die konkrete Ausformung dieser Zweigeschlechtlichkeit bei den verschiedenen Austernarten unterschiedlich ist. Die Pazifische Auster wächst zunächst als Männchen heran und bleibt dies im ersten Jahr. Ab dem zweiten Jahr wandelt sich ein Teil der Population in Weibchen und bleibt das dann auch. Theoretisch könnte die Pazifische Auster ihr Geschlecht mehrmals ändern, sie tut das aber normalerweise nicht. Im Gegensatz dazu machen die Europäischen Austern von dieser Möglichkeit Gebrauch. Sie sind im ersten Jahr vorwiegend – aber nicht ausschließlich – männlich und ändern dann immer wieder ihr Geschlecht, sie sind „konsekutiv rhythmische Hermaphroditen“.
In einer Austernpopulation findet sich nicht selten ein unausgewogenes Verhältnis von männlichen und weiblichen Tieren. Dieses Verhältnis wird von Umweltfaktoren bestimmt, vor allem vom Nahrungsangebot. Bei einem sehr reichlichen Angebot bilden sich mehr Weibchen und es kommt somit zu mehr Nachwuchs.

### Laichen und Befruchtung
Austern legen ihre Eier im Sommer ab, wobei die Wassertemperatur ein Auslösefaktor ist. Die Europäische Auster laicht schon in relativ kühlem Wasser von 15 bis 17 Grad. Diese Temperaturen werden in Europa – auch in Nordeuropa – im Sommer in Küstennähe fast immer erreicht. Die Europäische Auster pflanzt sich also relativ problemlos auf natürliche Art fort. Im Gegensatz dazu laicht die aus Asien stammende Pazifische Auster erst bei höheren Temperaturen von 19 bis 23 Grad. Diese Temperaturen werden in Nordeuropa oft nicht erreicht, es kommt dann nicht zum Laichen. In kühlen Regionen werden unter anderem aus diesem Grund viele Austernkulturen mit Saataustern aus Zuchtbetrieben bestückt.
Die weibliche Pazifische Auster produziert pro Laichvorgang 50 bis 100 Millionen Eier. Diese werden von der Auster durch ruckartiges Öffnen und Schließen der Schale hinausgespült. Die männlichen Austern geben zeitgleich Sperma ab, es kommt zur Befruchtung im offenen Meer. Die Weibchen können in einem Sommer mehrmals laichen. Die Europäische Auster produziert nur 0,5 bis 2 Millionen Eier, schützt diese aber besser. Sie stößt die Eier nicht sofort aus, sondern deponiert sie in der Schale zwischen dem Mantel und der Perlmutt-Schicht. Da die Auster ständig Wasser ansaugt, gelangt auch Sperma ins Innere und befruchtet die Eier.

### Larven
Bei der Europäischen Auster schlüpfen die Larven schon nach kurzer Zeit innerhalb der Schale, verbleiben dort die ersten ca. zehn Tage und werden dann ausgestoßen. Bei der Pazifischen Auster schlüpfen die Larven innerhalb von 48 Stunden im offenen Meer. Nur etwa ein Prozent der Tiere überlebt das Larvenstadium, was aber angesichts der anfangs enormen Zahl der Larven für eine Vermehrung reicht. Im Verlauf von zwei bis drei Wochen entwickeln sich die Tiere zu bewimperten Larven (Veliger). Sie entwickeln eine hauchdünne Schale, einen winzigen Fuß und ein primitives „Auge“, das zwischen hell und dunkel unterscheiden kann.

### Metamorphose
Nach etwa drei Wochen, wenn die Larven rund 0,3 Millimeter groß sind, suchen sie sich ein geeignetes Substrat, um sich darauf mit dem Fuß zu verankern. Danach setzt die Metamorphose zur Muschel ein. Die linke, ortsfeste Schale wird zur bauchigen unteren, die rechte Schale zur flachen oberen. Körperteile wie Fuß, Auge und Wimpern bilden sich zurück und werden durch die Kiemen und schließlich durch den übrigen Weichkörper ersetzt. Die Metamorphose stellt für die jungen Austern eine große Belastung dar und führt bei vielen Tieren zum Tod.

### Wachstum und Lebensalter

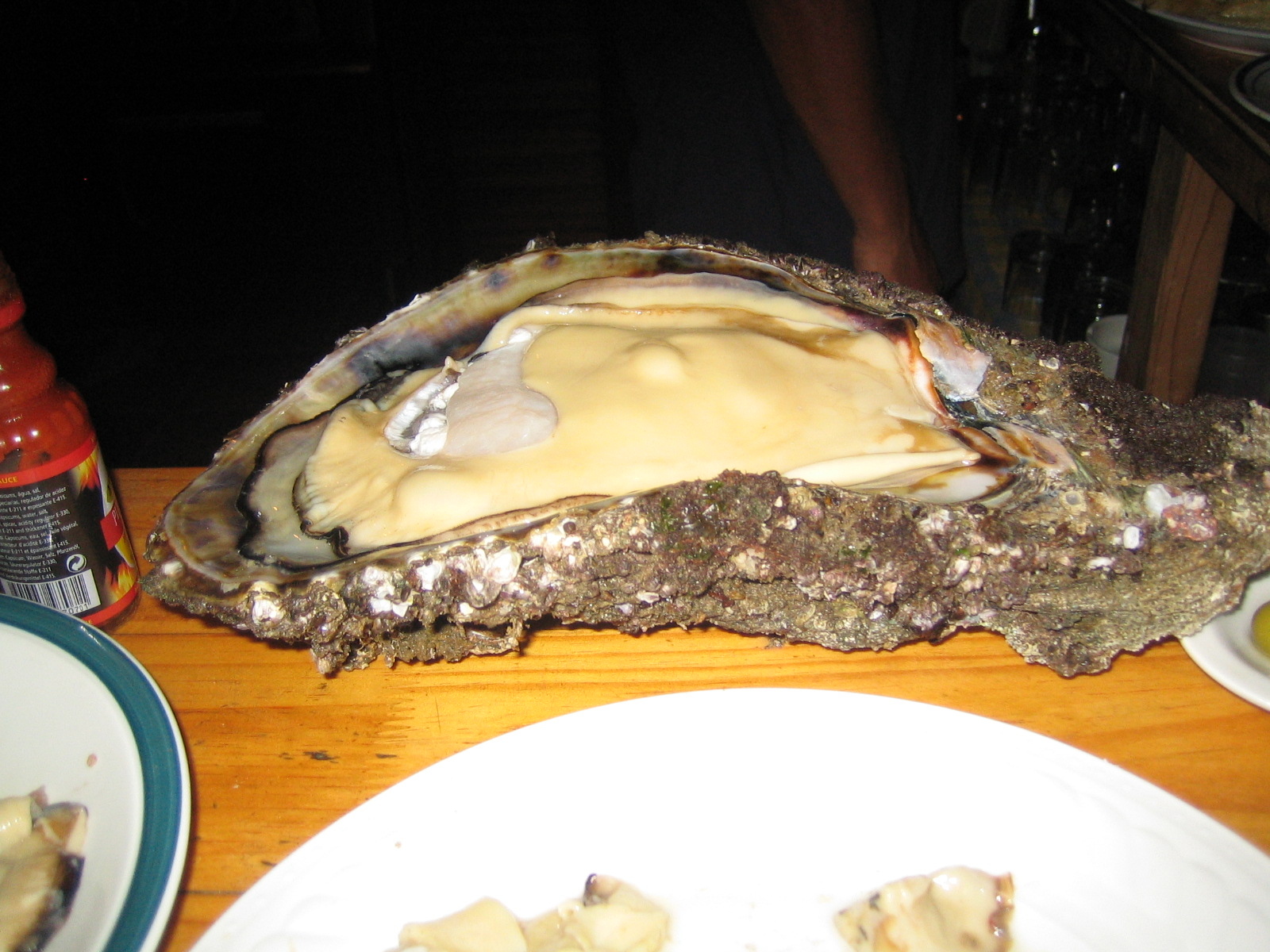
Große Auster als Speise in Angola

Die überlebenden Austernbabys (engl.: spat, franz.: naissain) erreichen nach zwei Monaten eine Größe von 10 bis 15 Millimetern. Wie schnell die Austern heranwachsen, hängt von den Umweltbedingungen ab. Ein hohes Nahrungsangebot führt zu einem schnellen Wachstum. Dagegen verlangsamt sich das Wachstum bei hoher Bestandsdichte, also starker Nahrungskonkurrenz. In Europa erreichen die Austern nach drei bis vier Jahren eine Größe von 8 bis 14 cm und sind dann für Menschen von kommerziellem Interesse. In wärmeren Gewässern (Asien, Ozeanien) erreichen die Pazifischen Austern meist schon nach einem Jahr Handelsgröße. Die Pazifische Auster kann eine Größe von ca. 30 cm erreichen. Die schwerste je gefundene Auster hatte ein Gewicht von 3,7 Kilogramm.
Man vermutet, dass Austern 20 bis 30 Jahre alt werden können.

## Lebensweise

### Lebensraum und Ernährung

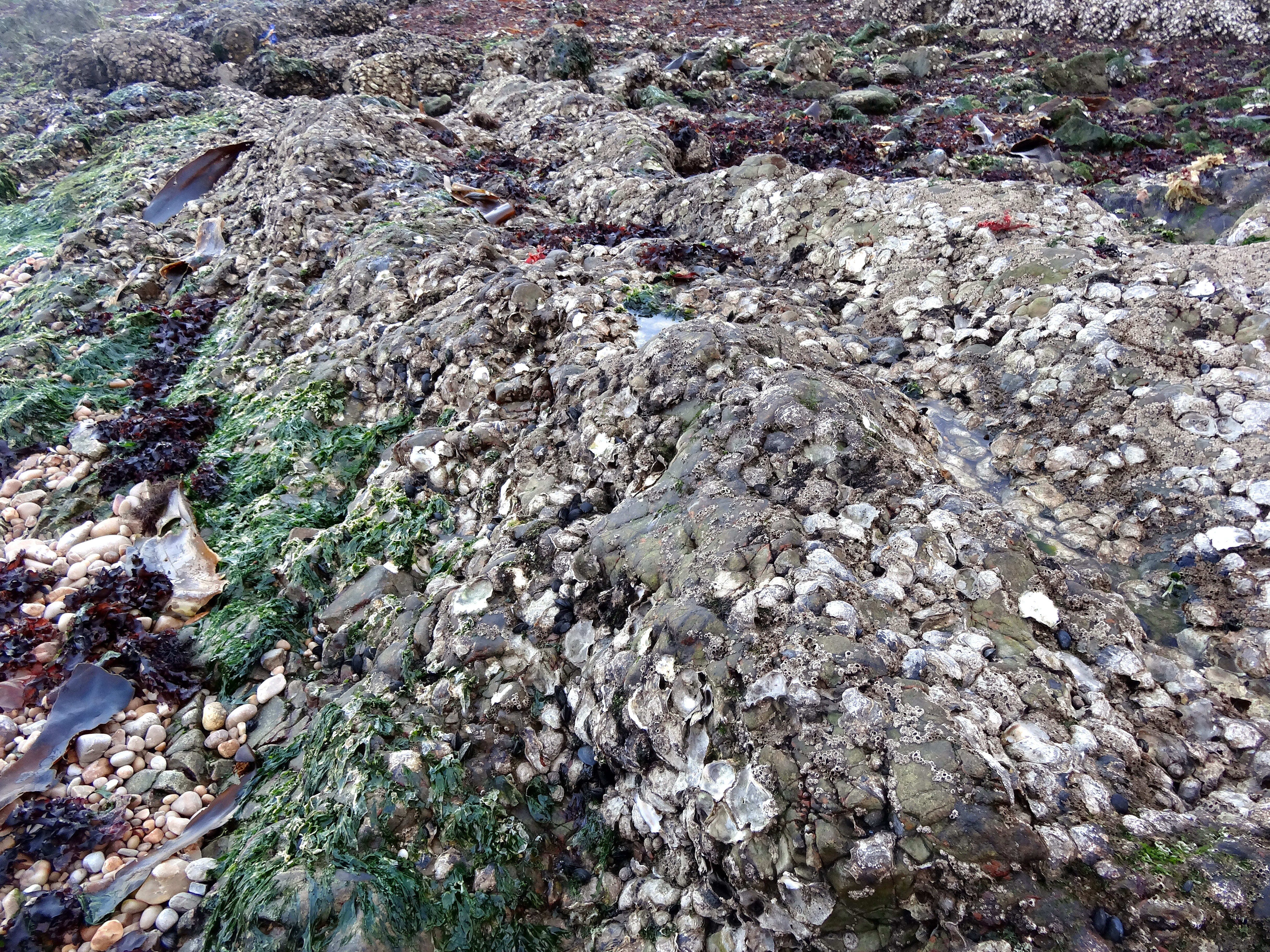
Austern in der Gezeitenzone am Gelben Meer in Dalian, China

Da Austern keine Möglichkeit zur Fortbewegung haben, sind sie darauf angewiesen, dass die Nahrung zu ihnen kommt. Sie leben daher vorzugsweise in der Gezeitenzone, wo die permanente Bewegung des Wassers stets frisches Plankton heranbringt. Auch Flussmündungen sind für Austern günstig, da Flüsse und Bäche nährstoffreiches Wasser führen.
Um ausreichend Nährstoffe zu filtrieren, führen Austern eine sehr große Wassermenge durch ihren Körper, bis zu 240 Liter pro Tag. Sie klären das Wasser in ihrer Umgebung und sind diesbezüglich ökologisch wertvoll. Durch den sehr hohen Wasserdurchsatz potenziert sich aber auch die Wirkung von Umweltgiften. Bereits geringe Konzentrationen an Schadstoffen, die für andere Meereslebewesen noch unbedenklich sind, können bei Austern zum Tod führen. Man findet daher in Europa Austern fast nur mehr in den relativ sauberen Bereichen des Atlantiks, während sie im Mittelmeer weitgehend ausgestorben sind. Durch den Temperaturanstieg kommt die eingeschleppte Pazifische Auster seit Jahren auch im Wattenmeer vor.

### Feinde

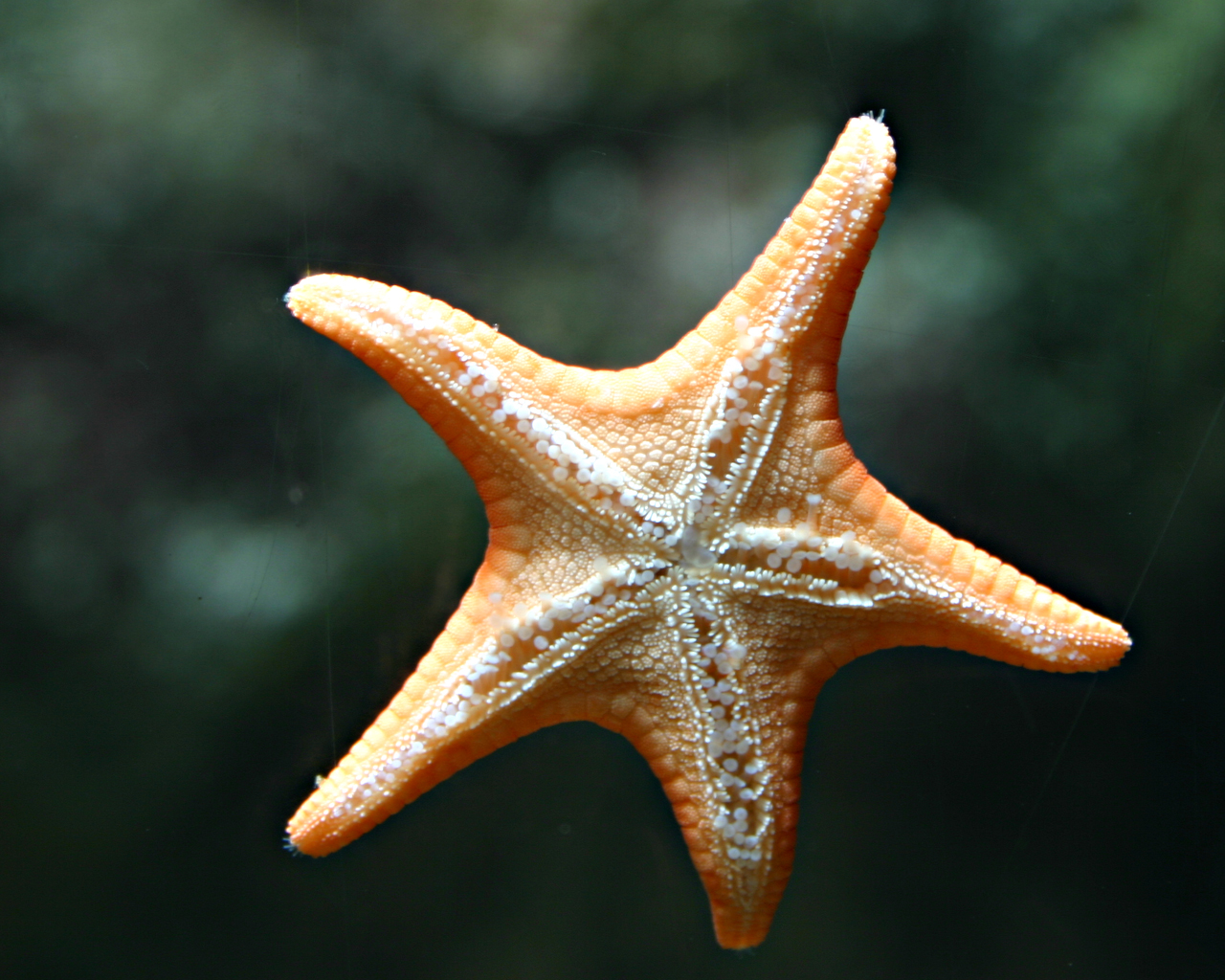
Seestern

Da Austern sehr nahrhaft sind, dienen sie vielen Tieren als Beute. Eine Reihe von Schnecken, die kollektiv als Austernbohrer bezeichnet werden, durchbohren mittels ihrer raspelartigen Zunge, der Radula, unter Einwirkung eines sauren Sekrets einer Drüse am Fuß der Schnecke die Schale der Auster. Durch das entstandene Loch wird der Rüssel (Proboscis) der Schnecke an das Fleisch der Auster geführt und dieselbe so verzehrt. Aus der Familie der Stachelschnecken spielen insbesondere die Arten Urosalpinx cinerea, Rapana venosa und Ocenebra erinacea (die Gerippte Purpurschnecke) eine große Rolle.
Auch viele Krebstiere wissen Austernfleisch zu schätzen; sie knacken die Schale mit ihren Scheren. Während alte, große Austern mit dicker Schale dem Angriff eines Austernbohrers oder eines Krebses oft widerstehen können, bekommen Seesterne jede Auster auf. Sie saugen sich an den Schalen fest, ziehen sie auseinander, stülpen den Magen in die Muschel und saugen das Fleisch heraus.
Auch Möwen machen gelegentlich Jagd auf (kleine) Austern. Sie nehmen die Auster in den Schnabel, steigen mit ihr auf, lassen die Muschel dann über hartem Grund fallen, folgen ihr im Sturzflug und picken schließlich das Fleisch aus der zerbrochenen Schale. Der Austernfischer ernährt sich trotz seines Namens normalerweise nicht von Austern, er bejagt Muscheln mit dünnerer Schale.

## Lebensmittel

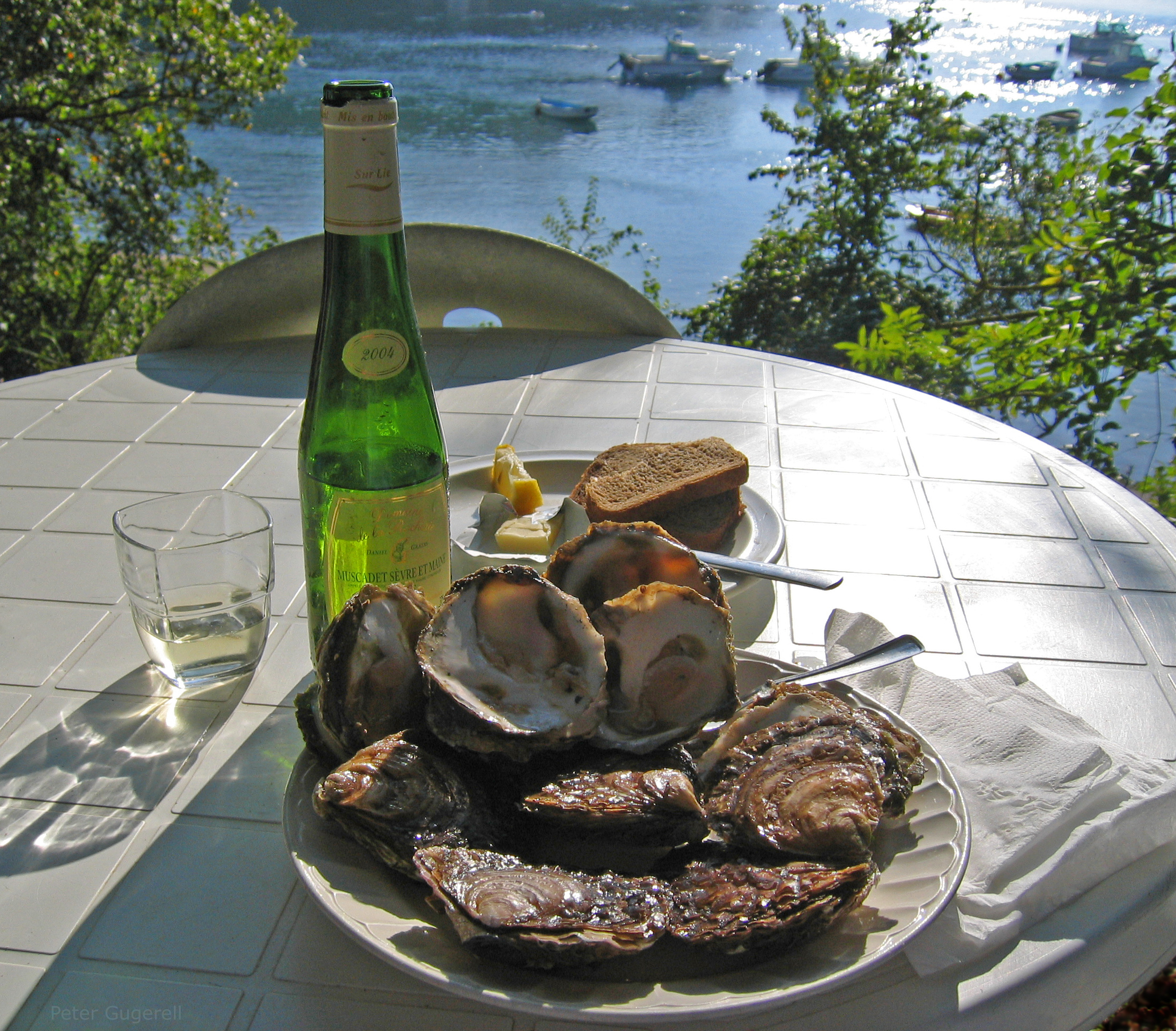
Bélon-Austern (Ostrea edulis)

Nur wenige Austernarten dienen dem menschlichen Verzehr. Die mit Abstand wichtigste Art ist die Pazifische Auster (Crassostrea gigas), auf sie entfällt 93,7 Prozent der Weltproduktion (2003). Sie wird in Europa üblicherweise als „fines de claires“ angeboten, mitunter auch als „Marennes-Oléron“, wenn sie aus dieser wichtigen Austernregion im Mündungsdelta der Seudre nördlich von Bordeaux stammt.
Weit abgeschlagen an zweiter Stelle folgt die Amerikanische Auster (Crassostrea virginica) mit 5,1 Prozent Weltmarktanteil. Die Europäische Auster (Ostrea edulis) wird von Liebhabern sehr geschätzt, ist aber mittlerweile selten geworden (0,2 Prozent). Sie wird üblicherweise nach dem Herkunftsort bezeichnet, so zum Beispiel die französische „Bélon“ oder die britische „Colchester“.
In Asien werden Austern fast ausschließlich als „Fleischaustern“ verwendet, also gegart oder zu Produkten wie Austernsauce verarbeitet. In Europa werden sie vorzugsweise als „Gourmet-Austern“ roh konsumiert.

## Austernfischerei und Austernzucht

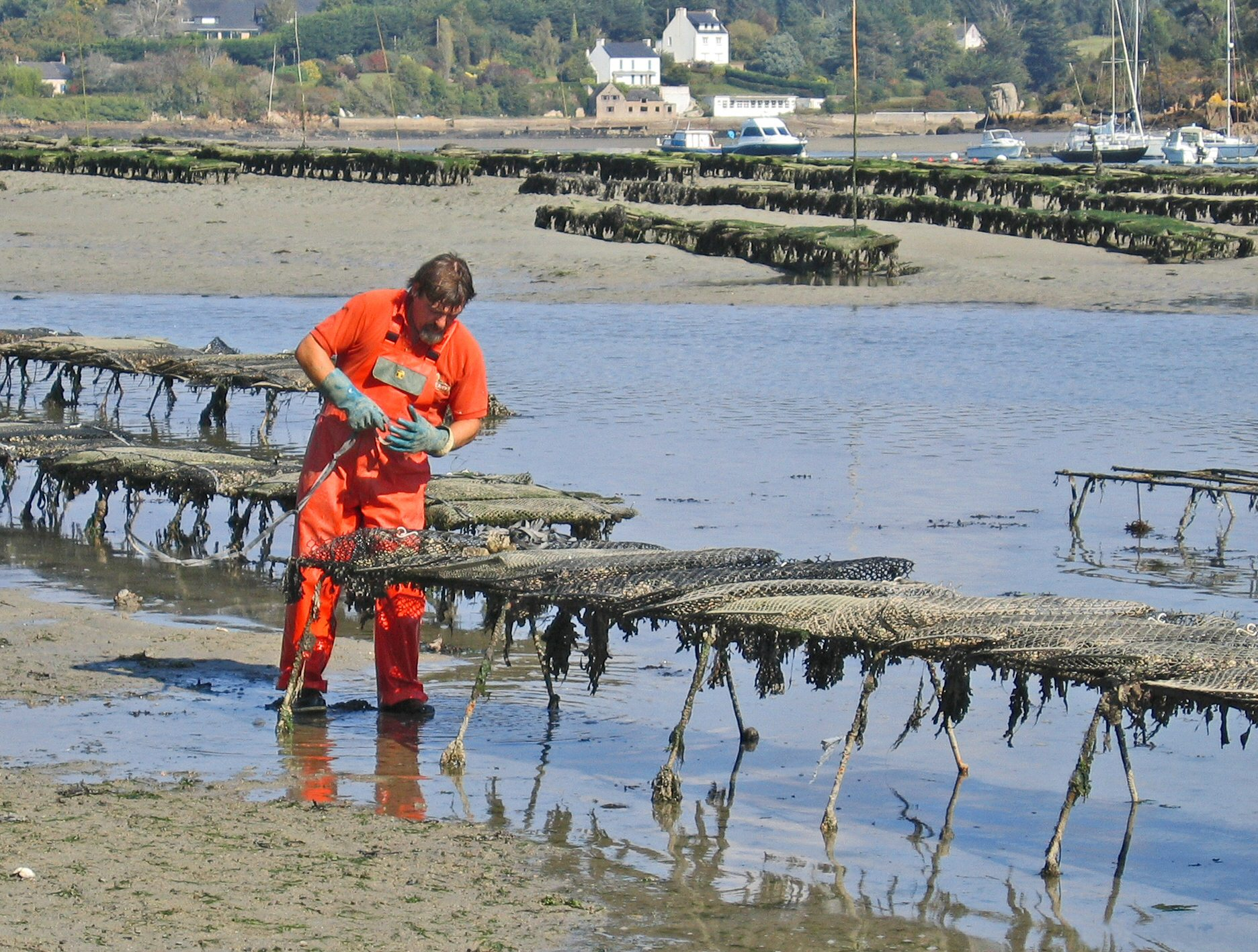
Austernkultur im Fluss Bélon, Frankreich

Traditionell wurden Austern in der Gezeitenzone eingesammelt, in tieferem Wasser von Tauchern geborgen oder mit Schleppnetzen abgefischt. Durch Umweltverschmutzung und Überfischung sind aber die natürlichen Bestände stark zurückgegangen und vielerorts völlig verschwunden. Daher gibt es nur mehr wenig traditionelle Austernfischerei – ausgenommen in Nordamerika, wo 58 Prozent der Austernproduktion durch Fang gewonnen wird.
Der Großteil aller Austern – global gesehen 96 Prozent – wird heute in Aquakulturen produziert. Dabei werden die Austern in grobmaschige Säcke gepackt und dann in der Gezeitenzone auf Stahltische gelegt. Sie sind dann bei Hochwasser unter Wasser, bei Niedrigwasser kann die Austernzucht trockenen Fußes bewirtschaftet werden. Alternativ dazu gibt es die Langleinenzucht, bei der von Flößen Seile ins Wasser hängen, an denen die Austern heranwachsen.
Größter Produzent von Austern in Aquakultur war 2018 die Volksrepublik China mit einem Weltmarktanteil von 85 Prozent (5,14 Millionen t), gefolgt von Südkorea (0,3 Millionen t), Japan (0,18 Millionen t) und den USA (0,15 Millionen t). In Europa kommen mit Abstand die meisten Austern aus Frankreich, gefolgt von Irland und dem Vereinigten Königreich. Die globale Produktion lag in Summe bei 6 Millionen Tonnen und hatte einen Wert von 7,46 Milliarden US-Dollar. Die weltweit wirtschaftlich wichtigste Austernart ist die Pazifische Auster.